# Brouchovenhof
Brouchovenhof is een hofje dat zich bevindt aan de Papengracht 16 in de Nederlandse stad Leiden. Het werd gesticht in 1631/1640, door Jacob Van Brouchoven. De huisjes werden later verhoogd. 
Het hofje bestaat uit 16 woningen (Brouckhovenshof 1 t/m 16) en heeft status rijksmonument. Het hofje heeft een natuurstenen poort met daarboven een regentenkamer.